# Muskarinski toksin 7
Muskarinski toksin 7 (MT7) je deo familije malih peptida sa 64 do 66 aminokiselina koja je izolovana iz otrova Afričkih mamba zmija (Dendroaspis angusticeps i Dendroaspis polylepis). Biološki cilj ovog toksina su različiti podtipovi muskarinskog receptora. Muskarinski toksini poput nikotinskih toksina imaju strukturni oblik tri prsta, koji je karakterističan za veliku superfamiliju toksina koji deluju na holinergijskim sinapsama.
Za MT7 je verovatno da se vezuje za ljudski M1 receptor u njegovoj dimernoj formi pri čemu MT7 petlje II i III sadrže hM1 protomer, dok se petlja I vezuje za drugi protomer.